# Barbara von Johnson
Barbara von Johnson (* 16. März 1942 in München) ist eine deutsche Illustratorin und Künstlerin. Bekannt ist sie vor allem als erste Gestalterin des visuellen Erscheinungsbildes der fiktiven Figur Pumuckl, eines Kobolds, den sie bei einem Wettbewerb nach einer Geschichte von Ellis Kaut entwarf.

## Leben
Die Künstlerin, Mutter von drei Söhnen, lebt und arbeitet in München und Griechenland.
Von 1962 bis 1966 absolvierte sie eine Ausbildung zur Gebrauchsgrafikerin, besuchte aber auch regelmäßig die Sommerakademie in Salzburg, wo sie unter anderem Aquarellkurse bei Oskar Kokoschka nahm.
Im Alter von 21 Jahren gewann sie den von Ellis Kaut an der Akademie für das Graphische Gewerbe in München ausgeschriebenen Wettbewerb zur Visualisierung von Pumuckl.
Bis 1978 illustrierte sie zehn Pumuckl-Bücher und 33 Plattenhüllen. Daneben hat sie in ihrer Zeit als Kinder- und Schulbuchillustratorin etwa 20 Kinderbücher, 28 Schulbücher, fünf Spiele, 24 Arbeitshefte und viele Illustrationen für Kinderzeitschriften gezeichnet.
Ab 1983 war Barbara von Johnson vorwiegend als freie Künstlerin tätig. Sie absolvierte eine Ausbildung in Kunsttherapie und zahlreiche Fortbildungen und Studienreisen.
Seit 1990 schuf sie Gemälde, Kunstobjekte und Fotoarbeiten, wobei sie in ihren Werken die Grenzen zwischen diesen Kunstformen immer wieder auflöst. Einige Arbeiten zeichnen sich dadurch aus, dass darin die Übergangszone zwischen Grafik und Gemälde erforscht wird. Dabei werden oftmals bildhafte Flächenkomposition durch Elemente der Karikatur überlagert oder strukturiert, die an das grafische Frühwerk von Johnsons erinnern.

## Pumuckl
Barbara von Johnson illustrierte von 1963 bis 1978 Ellis Kauts Pumuckl-Geschichten und gestaltete außerdem farbige Illustrationen für entsprechende Schallplattenhüllen. Nach eigenen Aussagen hat Barbara von Johnson seit 1992 keinen Einfluss mehr auf die grafische Gestaltung des Pumuckl. Einige Jahre nach dem ersten Pumuckl-Film (Produktion 1979–1982) wurde der Kobold dann für Merchandisingzwecke von Ellis Kauts Schwiegersohn Brian Bagnall gezeichnet.

## Rechtsstreit
Barbara von Johnson bezeichnet sich selbst als optische Mutter des Pumuckl. Als solche war sie in Vergessenheit geraten. Sie erreichte 2003 auf dem Rechtsweg einen Anspruch darauf, bei jeder optischen Darstellung von Pumuckl als Urheberin der grafischen Vorlage genannt zu werden. Auch bei der Produktion des ersten Pumuckl-Spielfilms, bei Pumuckl-TV und bei der Nutzung der Figur im Internet war entgegen dem Urheberrecht offenbar nicht ihre Zustimmung eingeholt worden, sodass sie 2006 teils außergerichtlich, teils auf dem Rechtsweg eine entsprechende Nachvergütung geltend machen konnte.
2007 wurde sie im Gegenzug von Ellis Kaut verklagt, weil sie in einem lokalen Malwettbewerb für Kinder „eine Freundin für Pumuckl“ gesucht hatte, worin Ellis Kaut einen Urheberrechtsverstoß sah. Die Gerichte entschieden jedoch zu Gunsten von Barbara von Johnson. Am 4. Oktober 2013 haben sich Ellis Kaut und Barbara von Johnson wieder versöhnt.
Den Unmut der Pumuckl-Fans erregte die Tatsache, dass Barbara von Johnsons Anwalt, in dem Bemühen das Urheberrecht seiner Mandantin zu schützen, die Betreiber mehrerer Pumuckl-Fanseiten abmahnte, welche Pumuckl-Illustrationen ohne die gesetzlich vorgeschriebene Angabe des Urhebers zeigten.

## Werke (Auswahl)

### Kinderbücher
- Sagen aus dem Morgenland. Keysersche Verlagsbuchhandlung, 1970.
- Unsinnbilderbuch und Quasselquatsch. Spiele, Sellierverlag, 1973.
- Hannes und die Zaubermütze. Ludwig Auer Verlag, 1973.
- Der Autofänger von Knatterburg. Thienemann Verlag, 1973.
- Vom Bürger zum Bürgermeister. Sellierverlag, 1974.
- Alle Kinder gehen zur Schule. Sauerländer Verlag, 1976.
- Kindergarten Kindergarten. Sauerländer Verlag, 1980.
- Kuddelmuddel. Sellierverlag, 1981.

### Schulbücher
- Wir lesen. Oldenbourg Verlag, 1970.
- Lernbilder, Mitspielbücher. 1–6. Herder Verlag, 1972.
- Sicher zur Schule. ADAC-Verlag, München, 1971.
- Ich lerne lesen. 1 und 2, Oldenbourg Verlag, 1973 und 1974.
- Die Ausreißer. Lurz/Schöningh Verlag, 1976.
- Die Ruhestörer. Lurz/Schöningh Verlag, 1976.
- Mein Musikbuch. Jahrgangsstufe 2–4. Oldenbourgverlag, 1976–1978.
- Sprache lebt. Fibeln, Jahrgangsstufe 2–4. Oldenbourg Verlag, 1982.
- Schatzkiste. Sprachspiel, 2. Jahrgangsstufe. Oldenbourg Verlag, 1992.